# Sofia e a Educação Sexual
Pour plus de détails, voir Fiche technique et Distribution.
Sofia e a Educação Sexual  est un film portugais écrit et réalisé par Eduardo Geada, sorti en 1974.

## Synopsis
L'adolescente Sofia est pensionnaire dans une école suisse quand survient la mort de sa mère. Elle retourne alors au Portugal et revient vivre dans la luxueuse villa familiale à Cascais. Elle doit cohabiter avec son père Henrique et la maîtresse de ce dernier, Laura. Elle comprend alors dans quel monde d'hypocrisie, d'égoïsme elle va devoir vivre désormais.

## Fiche technique
- Titre original : Sofia e a Educação Sexual
- Titre anglais international : Sofia and her Sexual Education
- Réalisation et scénario : Eduardo Geada
- Assistants-réalisateurs : João Lopes, Francisco Silva
- Directeur de la photographie : Manuel Costa e Silva
- Électriciens : Manuel Carlos da Silva, António Tolas
- Décors : Antonio Casimiro
- Ensemblier : João Luís
- Menuisier : Jacinto Russo
- Costumes : José Costa Reis, Io Apolini
- Montage : Eduardo Geada, assisté de : Clara Agapito
- Musique (non originale) : Trio avec piano N°2 opus 67 de Dmitri Chostakovitch
- Son : Alexandre Gonçalves
- Auditorium : Grupo Valentim de Carvalho
- Producteur : Artur Semedo
- Assistant de production : João Franco
- Société de production :  Doperfilme
- Société de distribution : Talma Filmes
- Pays d'origine : Portugal, Espagne, France
- Langue : portugais
- Format : Noir et blanc - 35 mm
- Genre : Drame psychologique
- Durée : 101 minutes
- Tournage : en août et septembre 1973, en extérieurs à Lisbonne et Cascais, en intérieurs au Palảcio Centeno, Alamedo de Santo António 1-5, Lisbonne
- Date de sortie au Portugal : 1er septembre 1974 au cinéma Estudio 144 de Lisbonne

## Distribution
- Luísa Nunes : Sofia, la fille adolescente d'Henrique
- Artur Semedo : Henrique, son père
- Io Apolini (voix de Lia Gama) : Laura, ma maîtresse d'Henrique
- Carlos Ferreira : Jorge
- Jorge Peixinho : lui-même
- David Mourão : lui-même
- Eduardo Prado Coelho : lui-même
- Conceição Isidoro
- Camacho Costa

## Autour du film
- Premier film du critique de cinéma Eduardo Geada
- L'une des dernières œuvres interdites par la censure de l'Estado Novo, le film ne sortira qu'après la Révolution des Œillets.